# 武选清吏司
武选清吏司，兵部官署名称。
明朝洪武二十九年（1396年）改司马司为武选清吏司。管理武职官员的选授、品级、封赠、袭荫，考察各地险要建置营汛，管理土司武职官员的承袭、封赠。设郎中一人正五品，员外郎一人从五品，主事二人正六品，南京兵部亦设武选清吏司。清朝顺治元年（1644年），沿置武选清吏司，设郎中五人：满洲三人，蒙古一人，汉族一人；员外郎六人：满洲四人，汉族二人；主事二人：满洲一人，汉族一人。下设都统房、升调科、将材科。